# Maceo Parker

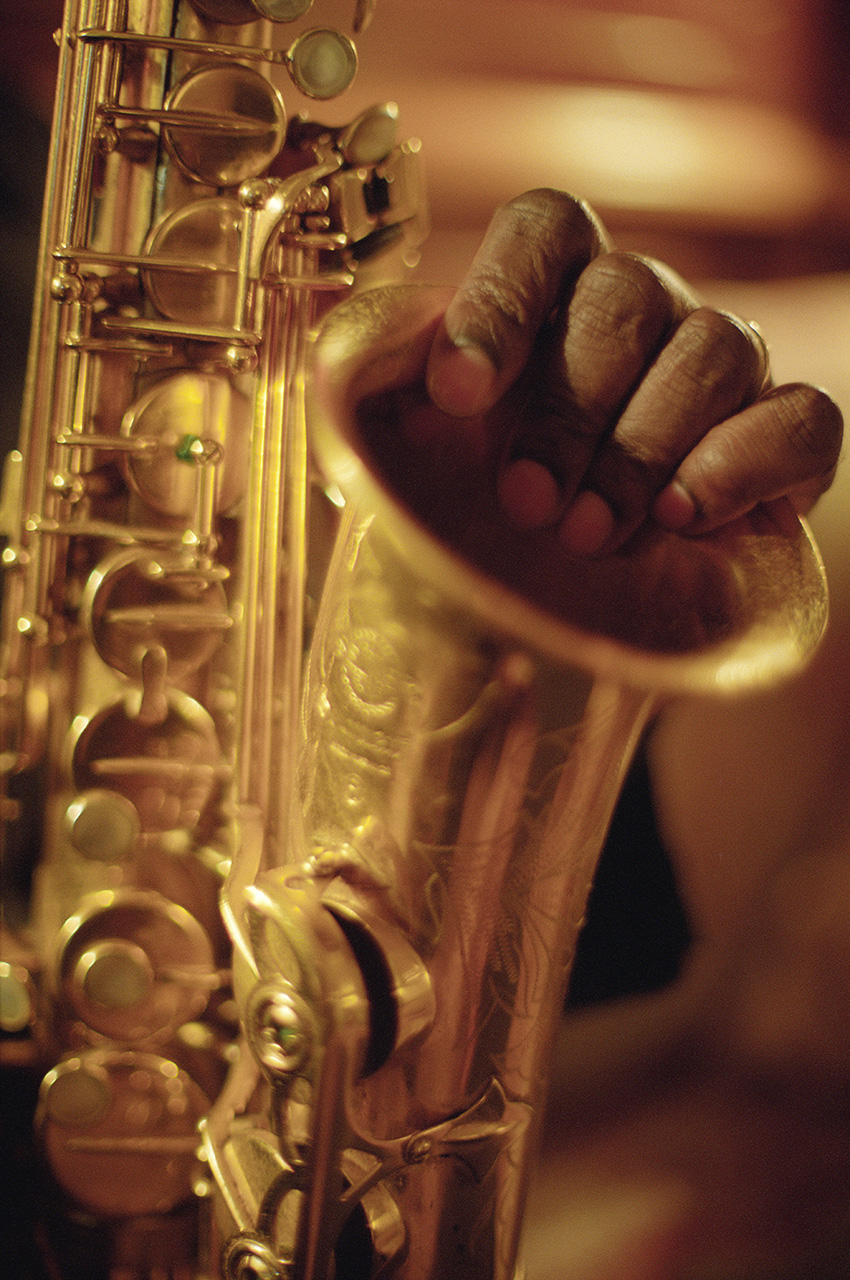

Maceo Parker (Kinston, 1943. február 14. –) amerikai funk, soul, rythm and blues zenész; tenor- és bariton szaxofonos, fuvolás, énekes, zenekarvezető.

## Pályakép
Parker zenész családban született. Apja dobolt és zongorázott. Testvérei is különböző hangszereken játszottak, Melvin dobon, Kelli harsonán. Maceo nyolc éves korában kezdte az altszaxofonozást. A testvérek rátaláltak a Junior Blue Notes együttesre. Nnagybátyjuk a Bobby Butler and The Blue Notes együttesben játszott.
Miután 1964-ben az észak-karolinai egyetemet elvégezte, James Brown együttesébe került.  Hat éven át James Brown mellett maradt. Jelentősen befolyásolta is Brown ritmusorientált stílusát.
Félévszázados pályafutása alatt tartós nyomot hagyott a dzsessz, a soul a funk és a R&B műfajain. Játszott James Brownnal, George Clintonnal, turnéja volt Prince-szel,  Kísérte Bryan Ferry-t, fellépett a Red Hot Chili Peppersszel. 1990-től saját zenekarának zeneszerzője volt.
Díjakkal is értékelték művészetét, továbbá életmű díjat is kapott.

## Lemezei
- 1970: Doing Their Own Thing
- 1974: Us
- 1975: Funky Music Machine
- 1989: For All the King’s Men
- 1990: Roots Revisited
- 1991: Mo’ Roots
- 1992: Life on Planet Groove
- 1993: Southern Exposure
- 1993: Maceo – Soundtrack
- 1998: FunkOverload
- 2000: Dial: M-A-C-E-O (Gold: Jazz-Award)
- 2003: Made by Maceo
- 2004: My First Name Is Maceo
- 2005: School’s In! (Gold: Jazz-Award)
- 2007: Roots & Grooves
- 2012: Soul Classics
- 2015: Roots Revisited the Bremen Concert
- 2018: It’s All About Love (+ Michael Abene & WDR Big Band Köln)
- 2018: Life On Planet Groove – Revisited
- 2020: Maceo Parker

## Díjak
- Icon Award (2012)
- Pioneer díj
- Életmű díj (Párizs)
- North Carolina Music Hall of Fame (2011)